# Булбил
Булбил (од деминутива bulbulus латинске именице bulbus, пореклом од старогрчког βολβός генерално подземни део биљке, посебно луковица)
или расплодни (опадајући) пупољак, односно, ваздушна луковица, је вегетативни орган, трансформисани бочни пупољак, на стабљици матичне биљке, или цвет у цвасти. Љуспе пупољка/цвета задебљавају и наливају се хранљивим материјама. Булбили некад формирају и адвентивне коренове док су у контакту са материнском биљком па представљају потпуно оформљене биљчице-клонове матичне биљке јер имају идентичан генотип. Формирање булбила је облик вегетативног размножавања, јер могу по одвајању од матичне биљке да образују нову самосталну биљаку.
Неке луковичасте групе биљака, попут лукова и љиљана, стварају булбиле у облику секундарних малих луковица – пилића и онтогенетски и морфолошки испуњавају ботанички критеријум да се сматрају правим луковицама. Надземни булбили луковичастих биљака такође се морфолошки не разликују од луковица. Има, међутим, нелуковичастих биљака, као што су неки родови подфамилије Agavoideae, код којих се булбили не сматрају луковицама.
Унутар ове подфамилије булбили се развијају у цвасти цветајуће биљке, а развој булбила уобичајен је код око 17 врста рода Agave свих врста рода Furcraea и донекле је потврђен код Yucca (посебно Yucca elata) и Hesperaloe врста. Булбили могу да се развију релативно брзо, многи после прецветавања и могу да опстану у цвасти једну до две године, пре него што опадну и укорене се. Док су још на родитељској биљци, код многих врста булбили развијају адвентивне коренове и могу да нарасту од 5 до 15 cm, ако се оставе на биљци.